# Автопортрет (картина Михаэля Свертса)
Автопортрет — произведение фламандского художника XVII века Михаэля Свертса. Хранится в музее Эрмитаж.

## Описание
У стола, захламлённого книгами доходов и расчетов, сидит юноша и откровенно скучает. Дела или закончены, или ещё не начаты. Он напоминает и бухгалтера, и управителя богатого имения, которому надоела работа, а душа просит музыки, отдыха в весёлом обществе. По последним предположениям, это очередной автопортрет художника Михаэля Свертса, необычный, неожиданный по композиции.